# رودريجو أمارال
رودريجو أمارال (بالإسبانية: Rodrigo Amaral)‏ (25 مارس 1997 بمونتفيدو في الأوروغواي - ) هو لاعب كرة قدم أوروغواني في مركز الهجوم. شارك مع منتخب الأوروغواي تحت 20 سنة لكرة القدم. أما مع النوادي، فقد لعب مع إستوديانتيس دي لا بلاتا وناسيونال مونتيفيديو.

## وصلات خارجية
- رودريجو أمارال على موقع الاتحاد الدولي (مؤرشف)  (الإنجليزية)
- رودريجو أمارال على موقع قاعدة بيانات كرة القدم.إي يو (الإنجليزية)
- رودريجو أمارال على موقع Soccerway.com (الإنجليزية)
- رودريجو أمارال على موقع عالم كرة القدم.نت (الإنجليزية)